# Wielersport op de Olympische Zomerspelen 2024 – Koppelkoers vrouwen
De koppelkoers voor vrouwen op de Olympische Zomerspelen 2024 vond plaats op 9 augustus in de Vélodrome de Saint-Quentin-en-Yvelines. Dit onderdeel vond bij de vrouwen voor de tweede keer plaats op de Olympische Spelen.

## Resultaten
| rang   | naam                                    | land             | punten |
| ------ | --------------------------------------- | ---------------- | ------ |
| Goud   | Chiara Consonni Vittoria Guazzini       | Italië           | 37     |
| Zilver | Elinor Barker Neah Evans                | Groot-Brittannië | 31     |
| Brons  | Maike van der Duin Lisa van Belle       | Nederland        | 28     |
| 4      | Jennifer Valente Lily Williams          | Verenigde Staten | 18     |
| 5      | Marion Borras Clara Copponi             | Frankrijk        | 17     |
| 6      | Amalie Dideriksen Julie Leth            | Denemarken       | 16     |
| 7      | Daria Pikulik Wiktoria Pikulik          | Polen            | 14     |
| 8      | Bryony Botha Emily Shearman             | Nieuw-Zeeland    | 7      |
| 9      | Georgia Baker Alexandra Manly           | Australië        | 6      |
| 10     | Katrijn De Clercq Hélène Hesters        | België           | 5      |
| 11     | Lara Gillespie Alice Sharpe             | Ierland          | 3      |
| 12     | Maho Kakita Tsuyaka Uchino              | Japan            | 1      |
| 13     | Franziska Brauße Lena Charlotte Reißner | Duitsland        | 0      |
| 14     | Michelle Andres Aline Seitz             | Zwitserland      | 0      |
| 15     | Ariane Bonhomme Maggie Coles-Lyster     | Canada           | DNF    |

2020: Katie Archibald & Laura Kenny ·
2024: Chiara Consonni & Vittoria Guazzini